# Mastiff (produktionsbolag)
För andra betydelser, se Mastiff (olika betydelser).
Mastiff är ett svenskt TV-produktionsbolag.
Företaget har sin grund i Wegelius Television, grundat 1990, och MTV Produktion. Namnet Mastiff togs av Wegelius TV år 2001. År 2003 gick Mastiff och MTV ihop under namnet MTV Mastiff. Namnet kortades till enbart Mastiff år 2008 för att undvika sammanblandning med musikkanalen MTV.
Mastiff ägs av koncernen Zodiak Media som även driver produktionsbolag under varumärket Mastiff i Danmark, Norge, Polen och Ryssland.

## Produktioner i urval
- Combo
- Erik & Mackan - Hela och rena
- Gladiatorerna
- Let's Dance
- Paradise Hotel
- Ponnyakuten
- Så ska det låta
- Kungarna av Tylösand
- Pensionärsjävlar
- Mauro & Pluras kök
- Den hemlige miljonären
- SOS Gute
- Sveriges värsta bilförare
- True Talent
- Copycat Singers
- Unga läkare
- Mot alla odds
- Mauro & Pluras tågluff
- Rena rama Rolf
- Full Frys
- Så mycket bättre
- Världens bästa burgare
- Bytt är bytt
- Det största äventyret
- Flirty Dancing
- Robinson
- Anders och våldet